# Мерцедес-Бенц О 322
Мерцедес-Бенц О 322 (на немски: Mercedes-Benz O 322) е модел градски автобус произвеждан от германския автомобилен концерн Мерцедес-Бенц.

## История
Автобусът е създаден върху концепцията на модела „Мерцедес-Бенц О 303“. Автобусът влиза в производство през 1960 година.

## Дизайн
Автобусът има кубична форма. Решетката на модела е типична за моделите на компанията от този период.